# Big Willie Style
Big Willie Style ist das Debütalbum des US-amerikanischen Rappers und Schauspielers Will Smith als Solokünstler. Es wurde 1997 veröffentlicht und ist sein bis heute erfolgreichstes Werk.

## Über das Album
Big Willie Style war das erste Album von Smith nach vier Jahren und ohne seinen langjährigen Partner Jazzy Jeff, der allerdings einige Songs des Albums produzierte.
Es besteht überwiegend aus „Party Jams“, deren Melodien oftmals von älteren Black-Music-Hits stammen (siehe Big Willie Style#Samples). Inhaltlich repräsentiert Smith zumeist die eigene Person und ihr Leben als Hollywoodstar, aber auch als Privatperson und Familienmensch (etwa in „Just the Two of Us“). Die Songs „Chasing Forever“ und „I Loved You“ behandeln seine Erfahrungen in Liebesbeziehungen.
Der Leadsänger der Funk- und R&B-Gruppe Cameo Larry Blackmon, das Hip-Hop-Duo Camp Lo und die Rapperin Lisa „Left Eye“ Lopes des Pop-Trios TLC sowie eine Reihe unbekannterer R&B-Sänger sind auf dem Album vertreten.

## Singles

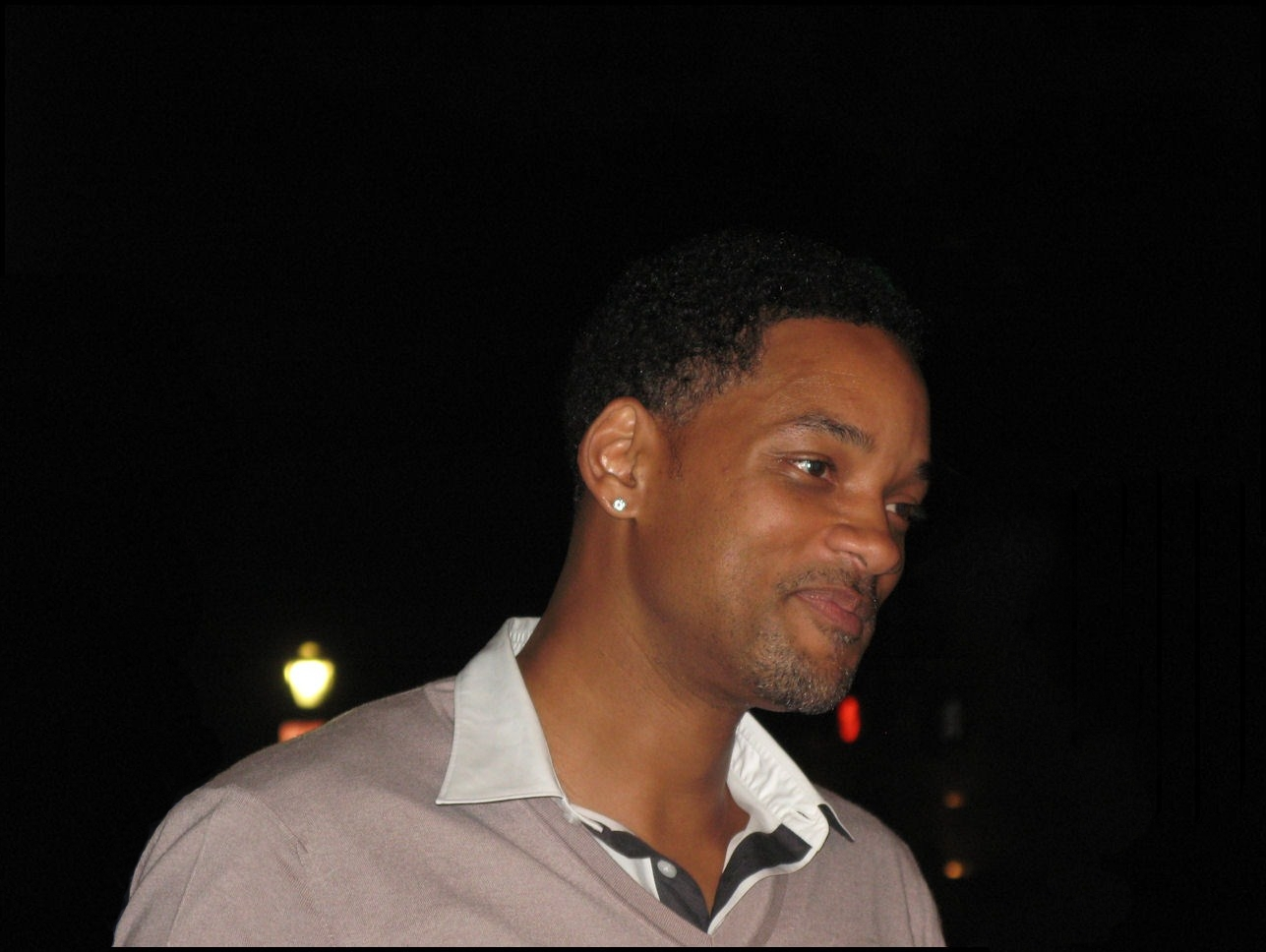
Will Smith im Jahr 2008

Die erste Single von Big Willie Style war „Men in Black“. Ihr Inhalt und Video war deutlich vom gleichnamigen Film inspiriert. Der Song war in den USA vier Wochen auf Platz 1 der Hot 100 Airplay, wurde aber nicht als Single veröffentlicht. Dagegen erreichte er in Deutschland, England, Australien, Frankreich, der Schweiz und Neuseeland die Spitze der Charts. 1998 gewann der Song in der Kategorie Best Rap Solo Performance einen Grammy Award.
Die zweite Single war „Just Cruisin'“ und ebenfalls auf dem Soundtrack zu Men in Black vertreten. Sie erreichte Platz 27 der deutschen Singlecharts, Platz 23 im Vereinigten Königreich und Platz sieben in Schweden. Auf der US-Version des Albums ist sie nicht enthalten.
Im Januar 1998 kam Gettin’ Jiggy wit It heraus und belegte für zwei Wochen die Spitzenposition der Billboard Hot 100 sowie Top-10-Positionen in mehreren weiteren Ländern. Der Song erhielt 1999, ebenso wie „Men in Black“ ein Jahr zuvor, den Grammy für die Best Rap Solo Performance, womit Smith der bisher einzige Künstler ist, der diesen Preis für zwei Songs des gleichen Albums erhielt. Beide Songs erhielten zudem einen Video Music Award.
Als vierte Single wurde das Lied „Just the Two of Us“ ausgekoppelt, welches sich inhaltlich an seinen Sohn Trey, der auch im dazugehörigen Video zu sehen ist, richtet. Es belegte Platz 20 in den USA, in Neuseeland erreichte es Platz 6, in England Platz 2.
Die letzte Single des Albums, knapp ein Jahr nach dem Album veröffentlicht, war „Miami“. Der Song erreichte Platz 5 der Austria Top 40, Platz 4 der Schweizer Hitparade und Platz 3 der UK Top 40. Damit erreichten vier der fünf Singles des Albums die Top-5 in England. Das Video zu „Miami“ gilt als das siebtteuerste aller Zeiten und enthält einen frühen Gastauftritt von Eva Mendes. Gegen Ende des Videos ist der „Miami Mix“ des Liedes zu hören.

## Titelliste
1. Intro
  - Produziert von Poke and Tone
  - Co-produziert von Will Smith
2. Y’All Know
  - Produziert von Andreao „Fanatic“ Heard
3. Gettin’ Jiggy wit It
  - Produziert von Poke and Tone
  - Co-produziert von L.E.S.
4. Candy (featuring Larry Blackmon and Cameo)
  - Produziert von Poke and Tone
  - Co-produziert von L.E.S.
5. Chasing Forever
  - Produziert von Poke and Tone
  - Co-produziert von L.E.S.
6. Keith B-Real I (Interlude)
  - Produziert von Poke and Tone
  - Co-produziert von Will Smith
7. Don’t Say Nothin
  - Produziert von Jazzy Jeff und Keith Pelzer
  - Co-produziert von Ryan Toby
8. Miami
  - Produziert von L.E.S. und Poke and Tone
9. Yes Yes Y’All (featuring Camp Lo)
  - Produziert von Poke and Tone
  - Co-produziert von L.E.S.
10. I Loved You
  - Produziert von Jazzy Jeff, Keith Pelzer und Valvin Roane
  - Co-produziert von Ryan Toby
11. Keith B-Real II (Interlude)
  - Produziert von Poke and Tone
  - Co-produziert von Will Smith
12. It’s All Good
  - Produziert von Jazzy Jeff
13. Just the Two of Us
  - Produziert von Sauce
14. Keith B-Real III (Interlude)
  - Co-produziert von Will Smith
  - Produziert von Poke and Tone
15. Big Willie Style (featuring Left Eye)
  - Produziert von L.E.S.
16. Men in Black
  - Produziert von Poke and Tone
17. Just Cruisin (Remix)
  - Produziert von Poke and Tone
  - Co-produziert von L.E.S.

## Samples
Die meisten Songs des Albums sind musikalisch auf Samples aus Funk-, R&B- und Disco-Stücken aus den 70ern und 80ern aufgebaut.
Verwendete Samples:

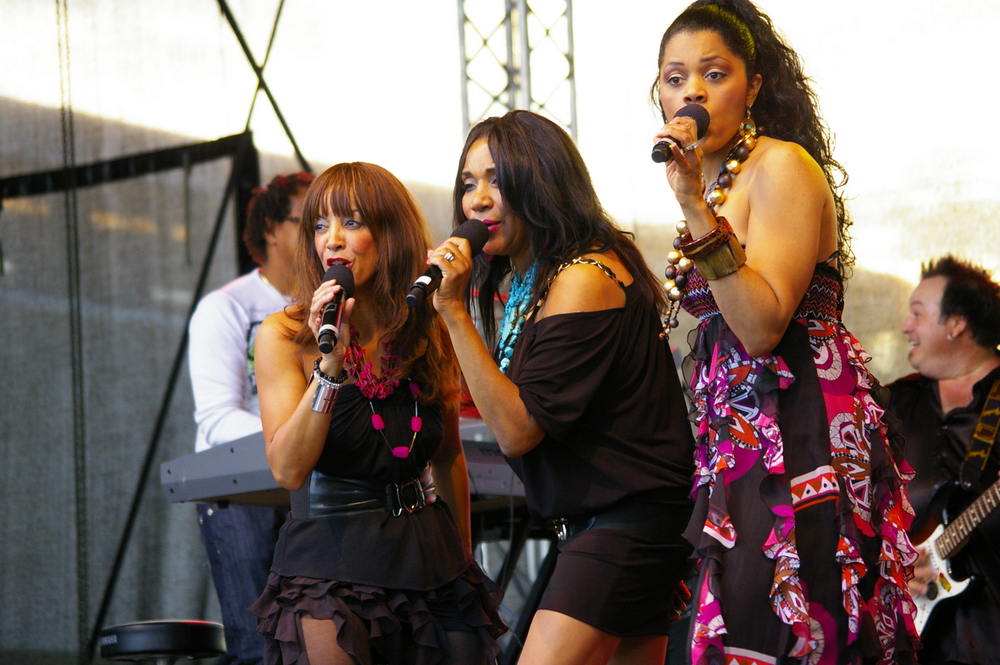
Sister Sledge werden auf Gettin’ Jiggy wit It gesamplet

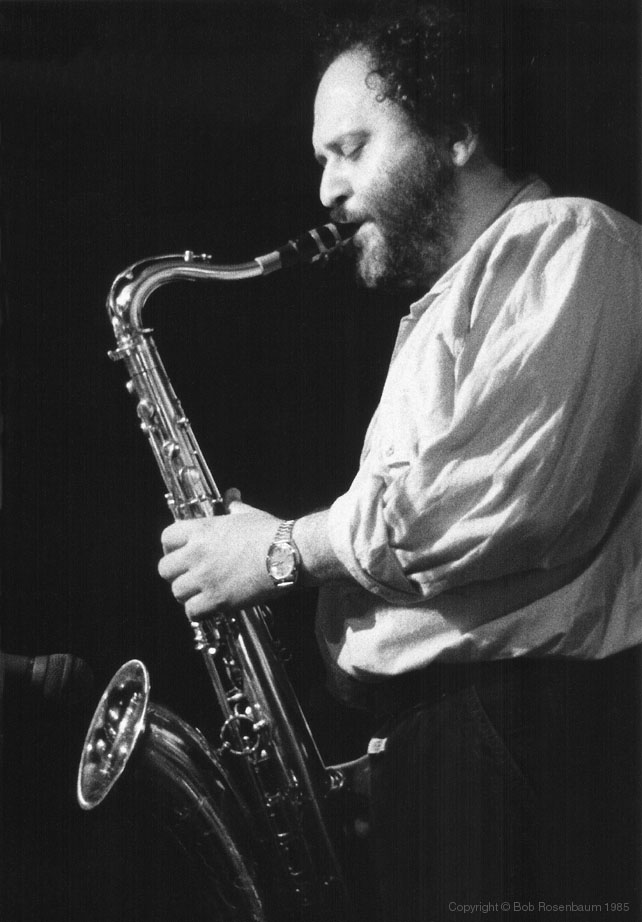
Joe Farrell wird auf I Loved You gesamplet

- He’s the Greatest Dancer – Sister Sledge
- Sang and Dance – The Bar-Kays
- Love Rap – Spoonie G
- Candy – Cameo
- Ribbon in the Sky – Stevie Wonder
- And the Beat Goes On – The Whispers
- Here We Go Again – The Isley Brothers
- All Around the World – Lisa Stansfield
- Yearning for Your Love – GAP Band
- Upon This Rock – Joe Farrell
- Good Times – Chic
- Celebration – Kool & the Gang
- Just the Two of Us – Grover Washington, Jr. und Bill Withers
- Something Special – Earth, Wind and Fire
- Forget Me Nots – Patrice Rushen
- I'm Back for More – Kenneth Stover

## Rezeption
Das Album wurde bei seinem Erscheinen für den gelungenen Spagat zwischen „hip-hop street cred and mainstream glamour“ gelobt. Dass Will Smith dem von ihm mitgeprägten Pop-Rap weiter nachging und nicht gegen den populären Straßen- und Gangsta-Rap eintauschte, wurde meist positiv bewertet.

„Throughout, he displays the confident craft of a screenwriter and the unthreatened bounce of a guy with little to prove. In doing so, he tells the larger story of rap values tweaking the American Dream, of how he's come to terms with the conflict between the neighborhood and the global cineplex. The result is an exceptional megacelebrity album.“

„Instead of trying to toughen his image, Smith continued with the friendly, humorous pop-rap that has been his trademark since He's the DJ, I'm the Rapper. Of course, he gives the music a glossy modern sheen (ironically based on early-'80s funk) in order to prove that he's still hip – and it works. Sure, there's filler scattered all the way the through the album, but the best moments (…) rank among his best singles.“

„The musical world suffered no great loss when Will Smith ditched rapping for acting. His ’80s hip-hop, as the Fresh Prince, had marginal novelty teen appeal. But his first album in four years is worse, lapsing into nonstop pop-rap clichés. Even the smash single ‚Men in Black,‘ included here, merely exploits his celebrity and the goodwill built up by the movie. At this point, Smith has as much business rapping as Eddie Murphy does singing.“

## Kommerzieller Erfolg

### Chartplatzierungen
In den Charts war es erfolgreich und konnte unter anderem in England, Frankreich und den USA eine Top-10-Position belegen. In England hielt sich das Album 56, in den USA 99 Wochen in den Charts.

#### Album
| ChartsChartplatzierungen       | Höchstplatzierung | Wochen |
| ------------------------------ | ----------------- | ------ |
| Deutschland (GfK)              | 20 (36 Wo.)       | 36     |
| Österreich (Ö3)                | 9 (15 Wo.)        | 15     |
| Schweiz (IFPI)                 | 21 (7 Wo.)        | 7      |
| Vereinigte Staaten (Billboard) | 8 (99 Wo.)        | 99     |
| Vereinigtes Königreich (OCC)   | 9 (87 Wo.)        | 87     |

| ChartsJahrescharts (1997)    | Platzierung |
| ---------------------------- | ----------- |
| Vereinigtes Königreich (OCC) | 34          |

#### Singles
| Jahr | Titel                | Höchstplatzierung, Gesamtwochen, AuszeichnungChartplatzierungen (Jahr, Titel, , Platzierungen, Wochen, Auszeichnungen, Anmerkungen) | Höchstplatzierung, Gesamtwochen, AuszeichnungChartplatzierungen (Jahr, Titel, , Platzierungen, Wochen, Auszeichnungen, Anmerkungen) | Höchstplatzierung, Gesamtwochen, AuszeichnungChartplatzierungen (Jahr, Titel, , Platzierungen, Wochen, Auszeichnungen, Anmerkungen) | Höchstplatzierung, Gesamtwochen, AuszeichnungChartplatzierungen (Jahr, Titel, , Platzierungen, Wochen, Auszeichnungen, Anmerkungen) | Höchstplatzierung, Gesamtwochen, AuszeichnungChartplatzierungen (Jahr, Titel, , Platzierungen, Wochen, Auszeichnungen, Anmerkungen) | Anmerkungen |
| Jahr | Titel                | DE | AT | CH | UK | US | Anmerkungen |
| ---- | -------------------- | --- | --- | --- | --- | --- | --- |
| 1997 | Men in Black         | DE1 ×3Dreifachgold · (24 Wo.)DE | AT2 Gold · (17 Wo.)AT | CH1 Gold · (26 Wo.)CH | UK1 ×2Doppelplatin · (20 Wo.)UK | — | Erstveröffentlichung: 29. Juli 1997 Verkäufe: + 3.050.000; feat. Coko Original: Patrice Rushen – Forget Me Nots |
| 1997 | Just Cruisin’        | DE27 (9 Wo.)DE | AT37 (2 Wo.)AT | CH32 (4 Wo.)CH | UK23 (6 Wo.)UK | — | Erstveröffentlichung: 6. Oktober 1997                                                                           |
| 1998 | Gettin’ Jiggy wit It | DE18 (13 Wo.)DE | AT26 (8 Wo.)AT | CH12 (16 Wo.)CH | UK3 Platin · (10 Wo.)UK | US1 Gold · (32 Wo.)US | Erstveröffentlichung: 16. Januar 1998 Verkäufe: + 1.840.000 Original: Sister Sledge – He’s the Greatest Dancer  |
| 1998 | Just the Two of Us   | DE81 (7 Wo.)DE | — | — | UK2 Silber · (10 Wo.)UK | US20 (11 Wo.)US | Erstveröffentlichung: 15. September 1998 Verkäufe: + 205.000 Original: Grover Washington, Jr. & Bill Withers    |
| 1998 | Miami                | DE12 Gold · (20 Wo.)DE | AT5 (15 Wo.)AT | CH4 (19 Wo.)CH | UK3 ×2Doppelplatin · (14 Wo.)UK | US17 (21 Wo.)US | Erstveröffentlichung: 26. Oktober 1998 Verkäufe: + 1.630.000 Original: The Whispers – And the Beat Goes On      |

### Auszeichnungen für Musikverkäufe
Big Willie Style gilt als eines der kommerziell erfolgreichsten Hip-Hop-Alben aller Zeiten. Bislang haben sich weltweit mindestens 12 Millionen Einheiten des Albums verkauft, in den USA wurde es mit neunfach-Platin ausgezeichnet.
| Land/Region                  | Auszeichnungen für Musikverkäufe (Land/Region, Auszeichnung, Verkäufe) | Verkäufe   |
| ---------------------------- | ---------------------------------------------------------------------- | ---------- |
| Australien (ARIA)            | Gold                                                                   | 35.000     |
| Belgien (BRMA)               | Gold                                                                   | (25.000)   |
| Europa (IFPI)                | 2× Platin                                                              | 2.000.000  |
| Frankreich (SNEP)            | Platin                                                                 | (300.000)  |
| Kanada (MC)                  | 6× Platin                                                              | 600.000    |
| Neuseeland (RMNZ)            | Platin                                                                 | 15.000     |
| Niederlande (NVPI)           | Gold                                                                   | (50.000)   |
| Norwegen (IFPI)              | Gold                                                                   | (25.000)   |
| Schweden (IFPI)              | Gold                                                                   | (40.000)   |
| Schweiz (IFPI)               | Gold                                                                   | (25.000)   |
| Vereinigte Staaten (RIAA)    | 9× Platin                                                              | 9.000.000  |
| Vereinigtes Königreich (BPI) | 2× Platin                                                              | (600.000)  |
| Insgesamt                    | 6× Gold · 21× Platin ·                                                 | 11.650.000 |

Hauptartikel: Will Smith/Auszeichnungen für Musikverkäufe